# Dordrecht
Dordrecht (anhörenⓘ) ist eine Stadt und Gemeinde in der niederländischen Provinz Südholland, auf der gleichnamigen Insel. Sie liegt ungefähr 20 Kilometer südöstlich von Rotterdam. Ihre Gesamtfläche liegt bei 99,47 km², davon sind jedoch mehr als ein Fünftel (21,91 km²) Wasserfläche. Die Einwohnerzahl betrug am 1. Januar 2025 laut Angabe des CBS 122.847 Einwohner. Dordrecht ist damit die fünftgrößte Stadt der Provinz. Um sie herum teilt sich der Rheinarm Beneden Merwede in den Kanal Noord, die Oude Maas und den Dordtsche Kil. Dieses „Drei-Flüsse-Eck“ im Norden der Stadt ist einer der am meisten befahrenen Wasserwege der Niederlande.
Das Stadtgebiet erstreckt sich über die ganze Dordrechter Insel, während das Kerngebiet der Stadt sich im Nordwesten befindet. Neben Werften finden sich holz- und metallverarbeitende Industrie sowie ein kleinerer Seehafen in der Stadt. Die Stadt liegt an der deutsch-niederländischen Ferienstraße Oranier-Route.

## Geschichte
Dordrecht erhielt seine Stadtrechte 1220, womit die Stadt die älteste im ehemaligen Holland (aber nicht in den Niederlanden) ist. Die strategisch wertvolle Lage der Stadt, die auch ein Stapelrecht hatte, machte sie etwa ab 1299 zu einem wichtigen Stapelmarkt und Handelszentrum. Handelsgüter am Orte waren Wein, Holz und Getreide. Die Hanse wusste das Handelszentrum Brügge mit dem Standort Dordrecht mehrfach politisch erfolgreich unter Druck zu setzen. 1421 wurden mit der Sankt-Elisabeth-Flut große Teile Südhollands überschwemmt, wodurch Dordrecht zur Insel wurde.

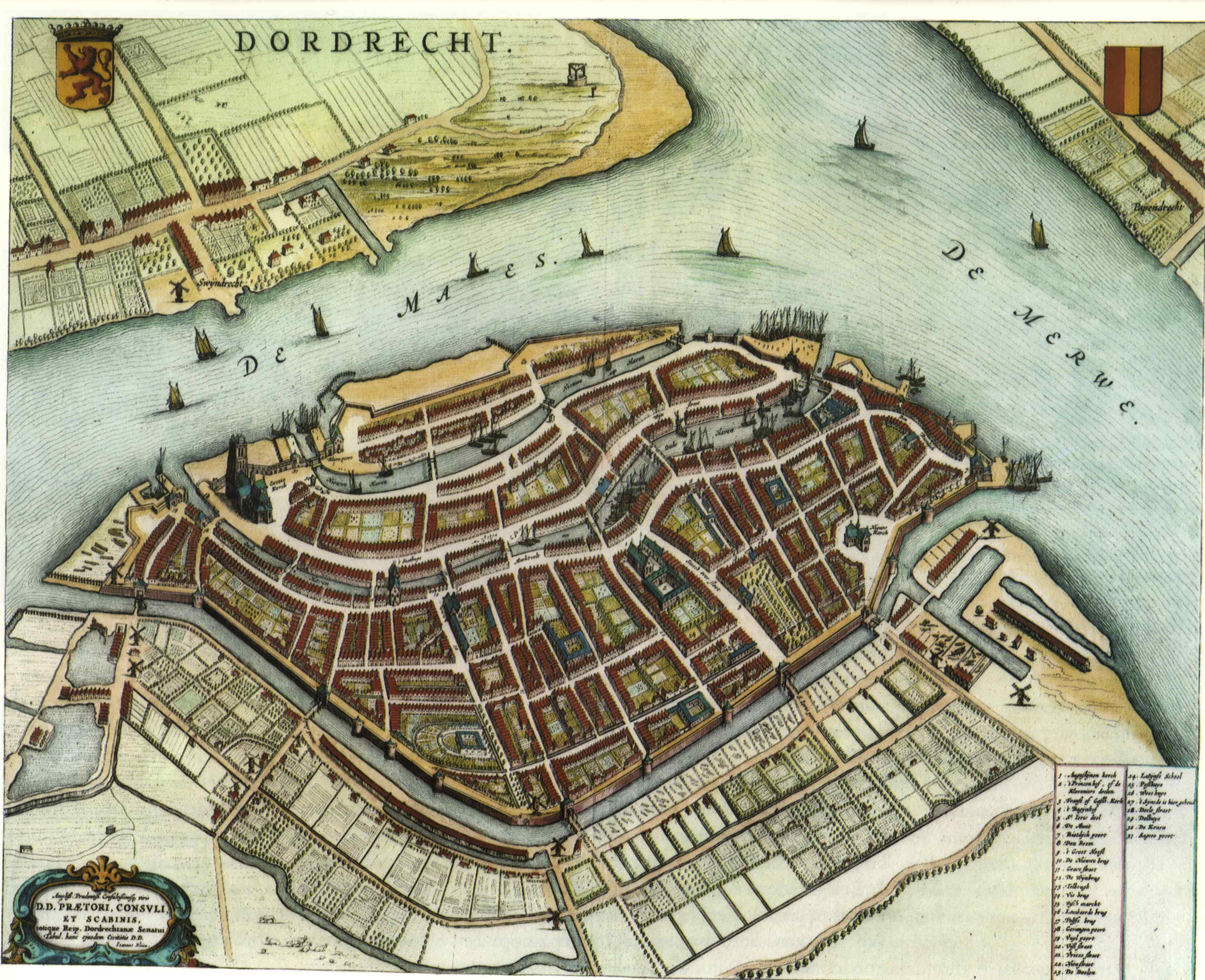
Joan Blaeu: Dordrecht 1652

Am 15./16. Juli 1572 kamen Repräsentanten der meisten Städte der Niederlande in Dordrecht, im Gebäude „Het Hof“, zusammen. Dort machten sie Wilhelm von Oranien zu ihrem Führer und erklärten ihre Unabhängigkeit von Spanien. Diese Dordrechter Ständeversammlung markiert somit den Beginn des Niederländischen Unabhängigkeitskampfes. 1618/1619 fand in Dordrecht als Dordrechter Synode eine wichtige religiöse Zusammenkunft der zwei reformierten Kirchen der Niederlande statt, um die Statenvertaling, die erste holländische Bibelübersetzung, zu beratschlagen. Sie wurde vom Dordrechter Prediger Balthasar Lydius eröffnet und geschlossen. 1632 wurde auf einer von den niederländischen Mennoniten einberufenen Synode das Dordrechter Bekenntnis beschlossen. Im 18. Jahrhundert nahm die Bedeutung von Dordrecht zugunsten Rotterdams erheblich ab.
Durch die Jahrhunderte hat Dordrecht eine Schlüsselposition bei der Verteidigung im Rahmen der Holländischen Wasserlinie eingenommen. Bis weit in das 20. Jahrhundert war Dordrecht Garnisonsstadt. In der Benthienkazerne entlang der Oude Maas waren Pioniere stationiert. Während der Mobilisierung im August 1939 wurden Mannschaften nach Dordrecht gesandt, um die Insel zu verteidigen. Während der deutschen Besatzung war von 1941 bis 1945 die Flußräumflottile Niederlande im Nieuwe Hafen stationiert. Ebenfalls wurde im Zweiten Weltkrieg Dordrecht und seine Umgebung, der Mittelpunkt der Schlachten im Winter 1944/1945. Die Grenze zwischen befreitem und besetztem Gebiet lag damals beim Hollands Diep. 1970 gemeindete Dordrecht den bisher selbstständigen Ort Dubbeldam, sowie den auf der Insel von Dordrecht gelegenen Teil der (erhaltenen) Gemeinde Sliedrecht ein.

## Politik

### Sitzverteilung im Gemeinderat
Der Gemeinderat von Dordrecht wird seit 1982 wie folgt gebildet:
| Partei                     | Sitze a | Sitze a | Sitze a | Sitze a | Sitze a | Sitze a | Sitze a | Sitze a | Sitze a | Sitze a | Sitze a |
| Partei                     | 1982    | 1986    | 1990    | 1994    | 1998    | 2002    | 2006    | 2010    | 2014    | 2018    | 2022    |
| -------------------------- | ------- | ------- | ------- | ------- | ------- | ------- | ------- | ------- | ------- | ------- | ------- |
| VVD                        | 9       | 7       | 5       | 6       | 9       | 7       | 6       | 5       | 3       | 5       | 6       |
| GroenLinks                 | –       | –       | 3       | 3       | 4       | 4       | 3       | 3       | 2       | 4       | 6       |
| Beter Voor Dordt           | –       | –       | –       | –       | –       | –       | 6       | 15      | 14      | 8       | 5       |
| VSP b                      | –       | –       | –       | –       | –       | –       | 2       | 2       | 2       | 2       | 4       |
| ChristenUnie               | –       | –       | –       | –       | –       | 4       | 3       | 3       | 3       | 4       | 4       |
| SGP                        | 2       | 2       | 2       | 3       | 3       | 4       | 3       | 3       | 3       | 4       | 4       |
| RPF                        | 2       | 2       | 2       | 3       | 3       | –       | –       | –       | –       | –       | –       |
| GPV                        | 2       | 2       | 2       | 3       | 3       | –       | –       | –       | –       | –       | –       |
| CDA                        | 9       | 9       | 10      | 6       | 5       | 6       | 4       | 3       | 4       | 4       | 4       |
| PvdA                       | 13      | 17      | 12      | 8       | 11      | 8       | 12      | 6       | 4       | 2       | 2       |
| PvdD                       | –       | –       | –       | –       | –       | –       | –       | –       | –       | –       | 2       |
| DENK                       | –       | –       | –       | –       | –       | –       | –       | –       | –       | –       | 1       |
| Gewoon Dordt               | –       | –       | –       | –       | –       | –       | –       | –       | –       | 1       | 1       |
| Op Ons Eiland              | –       | –       | –       | –       | –       | –       | –       | –       | –       | –       | 1       |
| SP                         | –       | –       | –       | –       | –       | –       | –       | –       | 3       | 2       | 1       |
| PVV                        | –       | –       | –       | –       | –       | –       | –       | –       | –       | 3       | 1       |
| FvD                        | –       | –       | –       | –       | –       | –       | –       | –       | –       | –       | 1       |
| D66 c                      | 2       | 1       | 6       | 7       | 3       | 2       | 1       | 2       | 4       | 4       | –       |
| Eco-Dordt c                | –       | –       | –       | 3       | 3       | 6       | 2       | –       | –       | –       | –       |
| Algemeen Ouderen Verbond b | –       | –       | –       | –       | 1       | 2       | –       | –       | –       | –       | –       |
| Unie 55+ b                 | –       | –       | –       | –       | 1       | 2       | –       | –       | –       | –       | –       |
| Centrum Democraten         | –       | –       | 1       | 3       | 0       | –       | –       | –       | –       | –       | –       |
| PSP                        | 3       | 2       | –       | –       | –       | –       | –       | –       | –       | –       | –       |
| CPN                        | 3       | 2       | –       | –       | –       | –       | –       | –       | –       | –       | –       |
| PPR                        | 3       | 2       | –       | –       | –       | –       | –       | –       | –       | –       | –       |
| Dordtse Gemeentebelangen   | 1       | 1       | –       | –       | –       | –       | –       | –       | –       | –       | –       |
| Gesamt                     | 39      | 39      | 39      | 39      | 39      | 39      | 39      | 39      | 39      | 39      | 39      |

- SP: 1
- PvdD: 2
- PvdA: 2
- GL: 6
- VSP: 4
- BVD: 5
- VVD: 6
- CDA: 4
- CU/SGP: 4
- DENK: 1
- FvD: 1
- PVV: 1
- Sonst.: 2

 
Nach den Kommunalwahlen 2022 besteht das Kollegium des Bürgermeisters aus einer Koalition aus VVD, GL, CU - SGP und der CDA. Zusammen kommen sie auf 20 von 39 Sitzen. Als der Mindestanzahl, die man für eine abs. Mehrheit braucht.
Anmerkungen

### Bürgermeister
Seit dem 5. Juni 2025 ist Nanning Mol (VVD) amtierender Bürgermeister der Gemeinde. Zu seinem Kollegium zählen die Beigeordneten Maarten Burggraaf (VVD), Chris van Benschop (GroenLinks), Rik van der Linden (ChristenUnie/SGP), Marc Merx (VVD), Wim van der Kruijff (CDA), Tanja de Jonge (GroenLinks) sowie der Gemeindesekretär Carlo Post.

### Städtepartnerschaften
Dordrecht unterhält mit folgenden Städten Städtepartnerschaften:
- Recklinghausen, Deutschland, seit 1974
- Hastings, Vereinigtes Königreich
- Warna, Bulgarien
- Bamenda, Kamerun
- Dordrecht, Südafrika

### Wappen
| Wappen von Dordrecht | Blasonierung: „Auf dem roten Schild mit dem weißen Pfahl ruht eine goldene Krone. Schildhalter sind zwei goldene Greifen mit silbernen Krallen.“ |
| Wappen von Dordrecht | |

## Sehenswürdigkeiten
- Der Flusskai und das Groothoofds-Tor
- Die gotische Grote Kerk („Große Kirche“) mit unvollendetem Turm, den man besteigen kann
- Die spätgotische Lutherse Kerk
- Hafen
- Kaufmannshäuser, darunter das Museum „Simon van Gijn“, im Stil des ausgehenden 19. Jahrhunderts eingerichtet, mit Kunst- und Raritätensammlungen
- „Het Hof“, ehemaliges Augustinerkloster, später Hof des Statthalters, jetzt Kulturzentrum
- Das Dordrechts Museum mit zum Teil sehr bedeutenden Gemälden aus dem 17. bis 19. Jahrhundert; bis 2009 wurden hier viele Bilder aus dem damals in Restaurierung befindlichen Amsterdamer Rijksmuseum ausgestellt
- Die Giebelhäuser in der Wijnstraat („Weinstraße“); viele beherbergen eine Antiquitätenhandlung oder ein Antiquariat
- Südlich und östlich der Stadt liegt der Nationalpark De Biesbosch, ein Feuchtgebiet

## Galerie

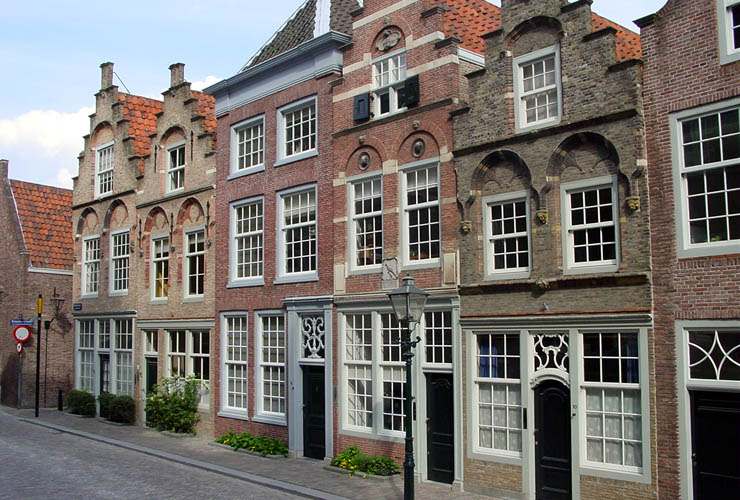
Hofstraat
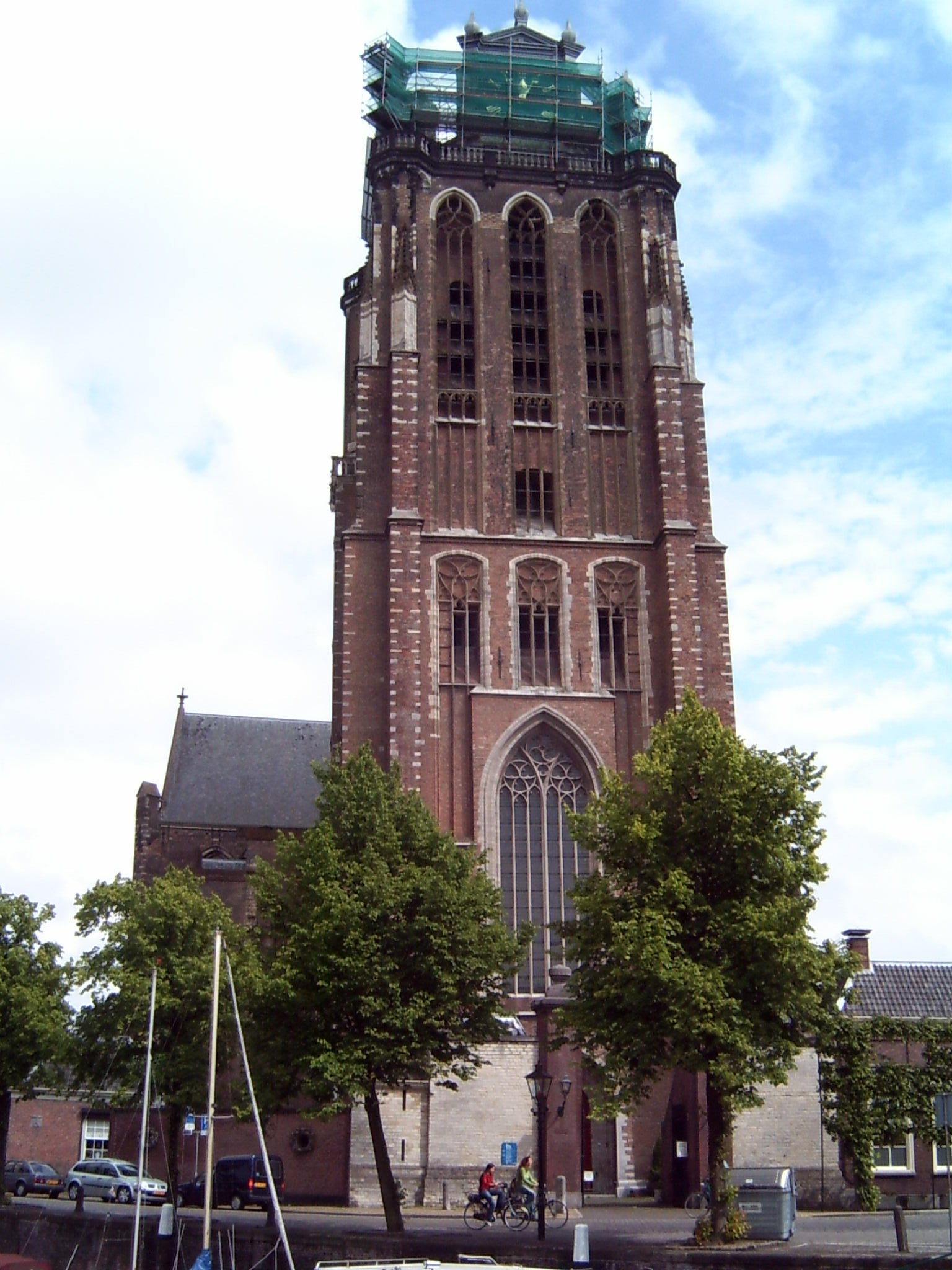
Grote Kerk
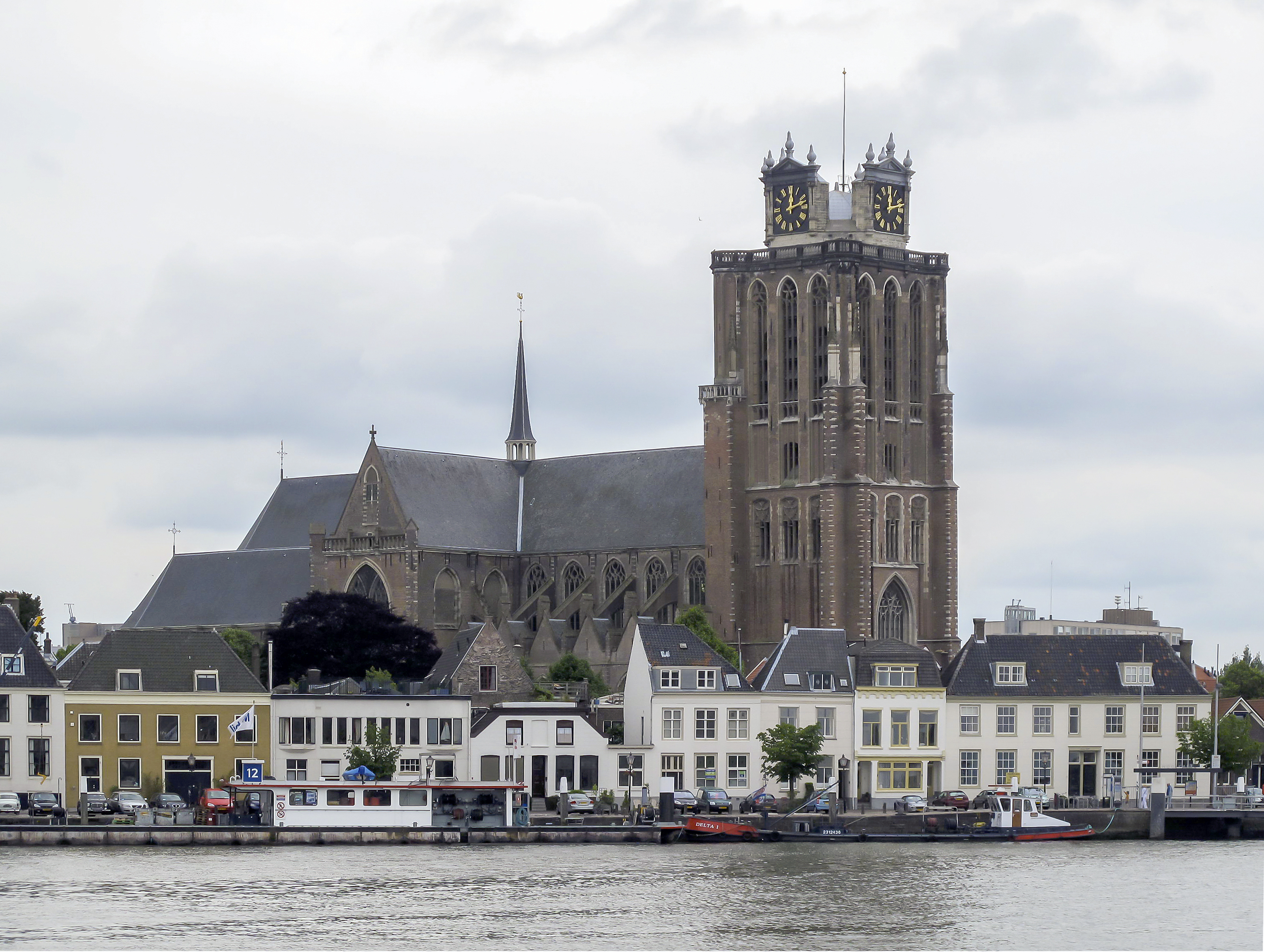
Grote Kerk
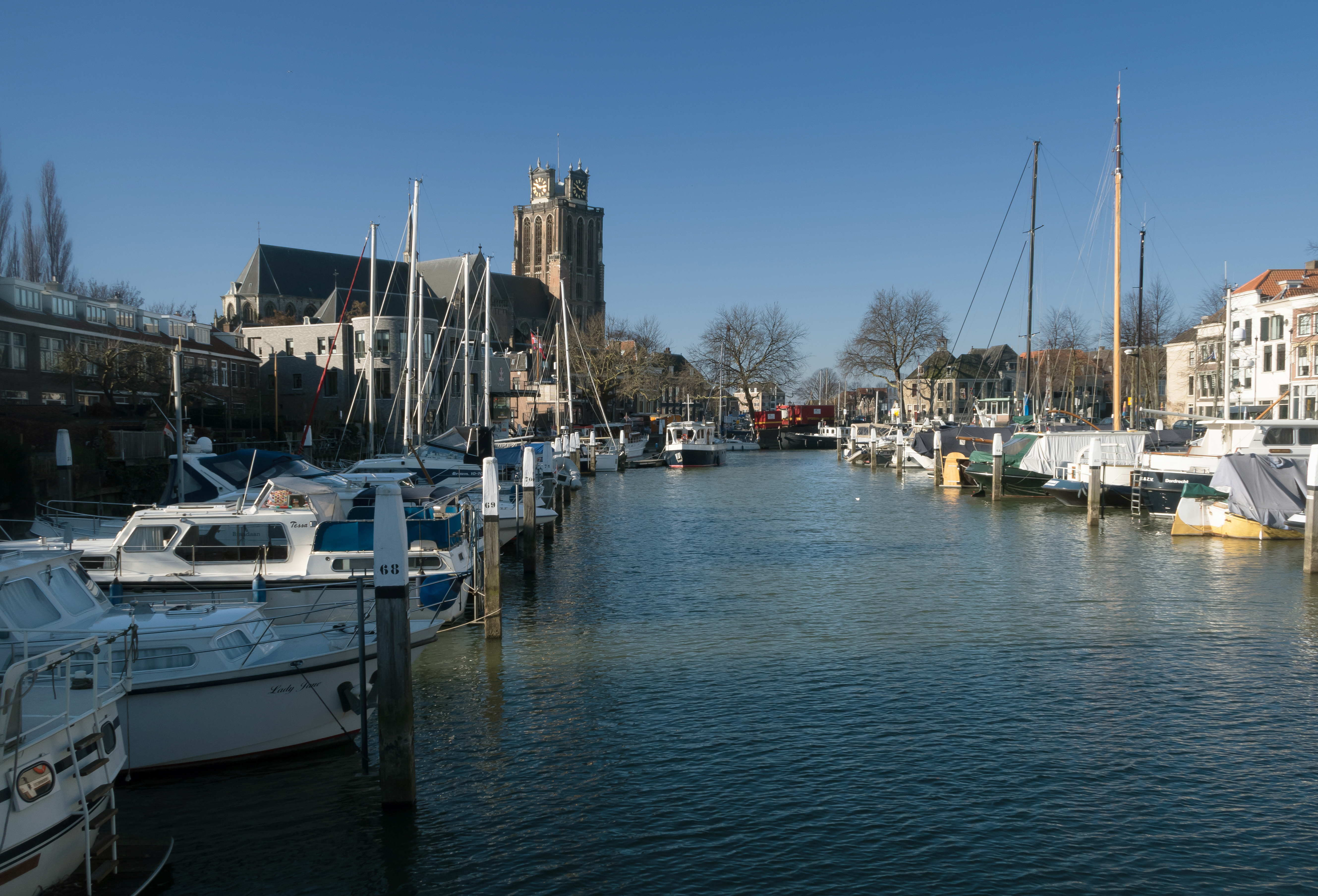
De Grote Kerk von der Lange IJzeren Brug
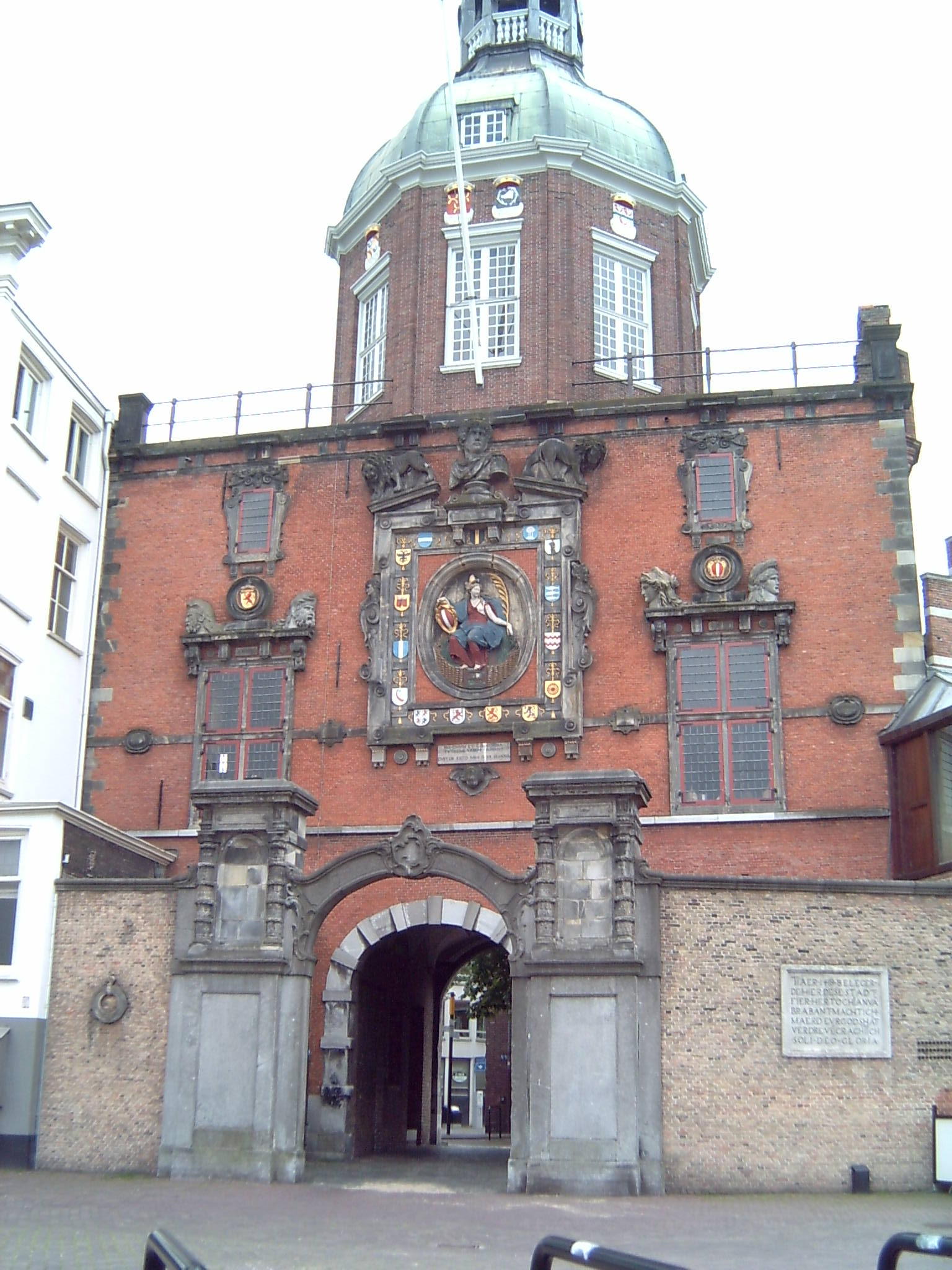
Groothoofdspoort
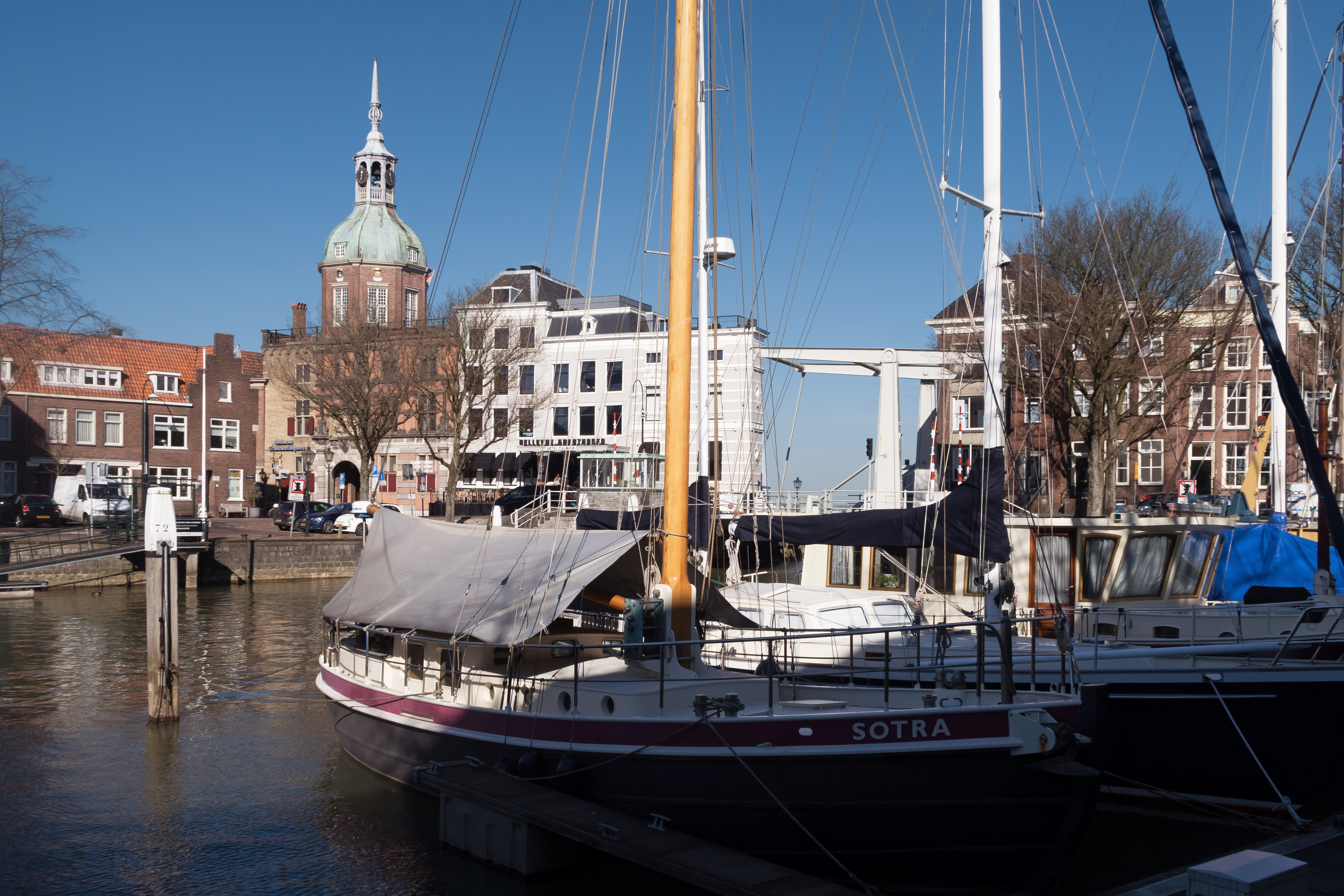
De Groothoofdspoort von der Taankade
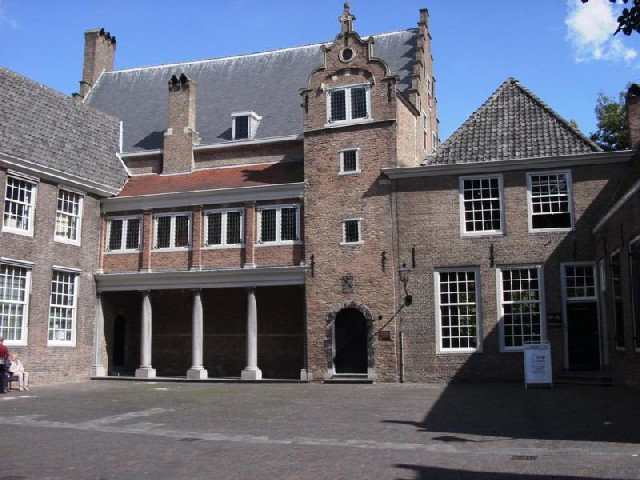
Het Hof
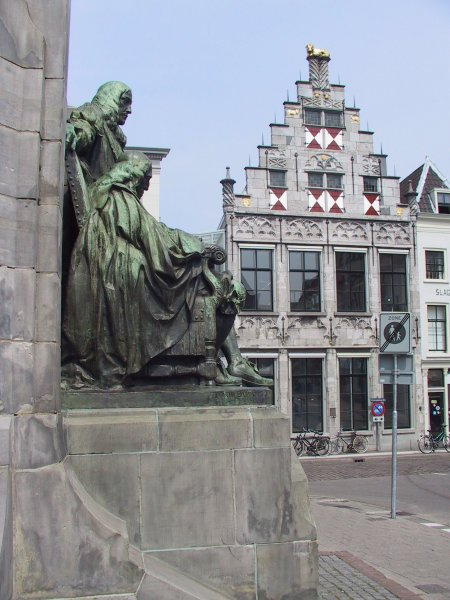
Statue der Gebrüder de Witt
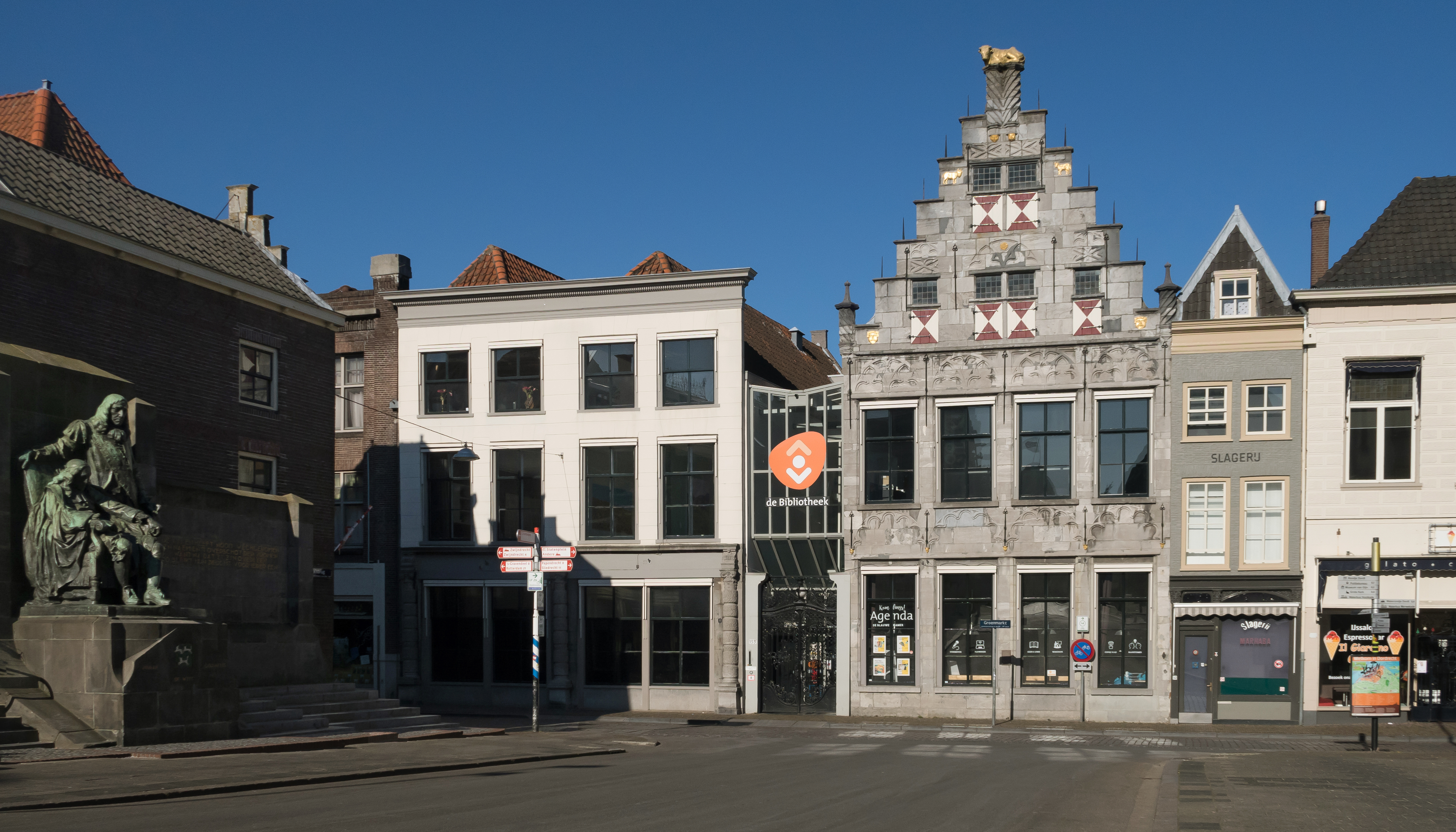
Strassebild Visbrug-Groenmarkt
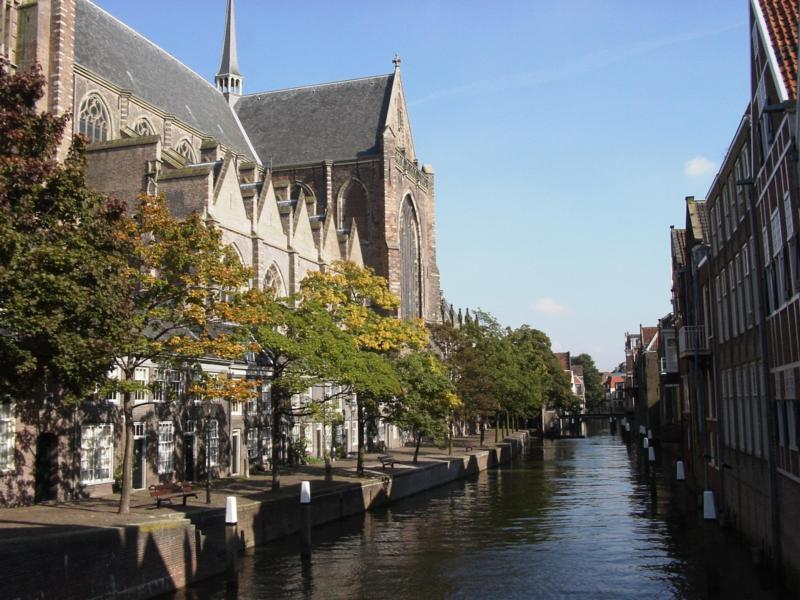
Pottenkade neben der Grote Kerk
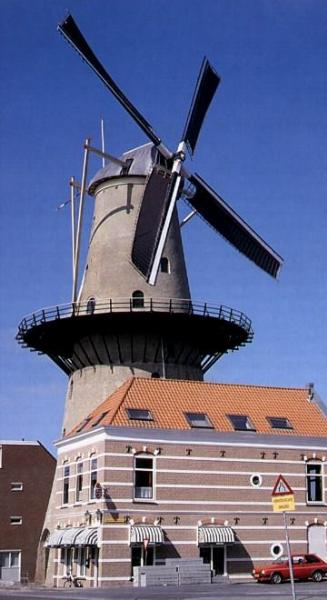
Windmühle Kyck over den Dyck
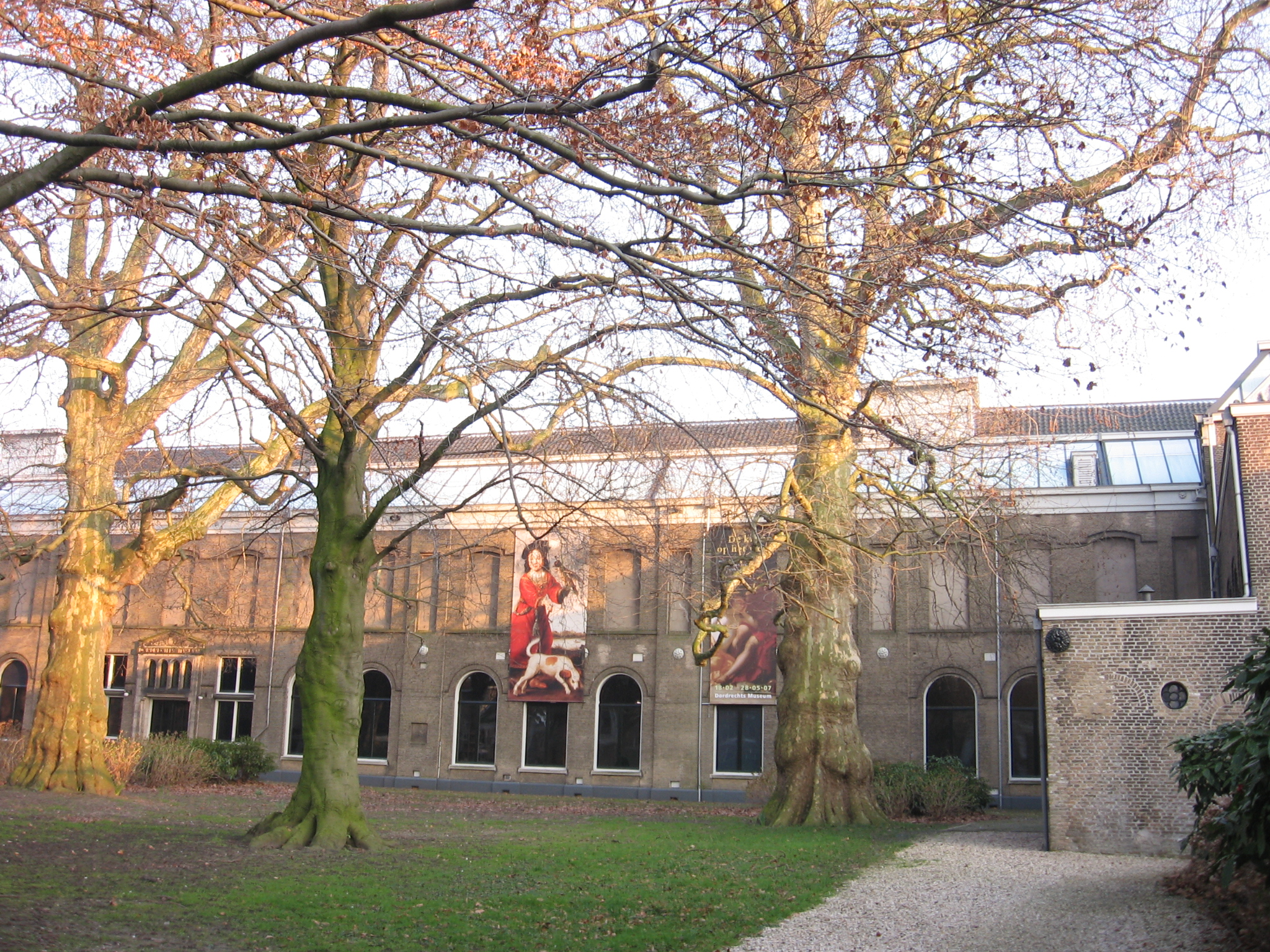
Dordrechts Museum
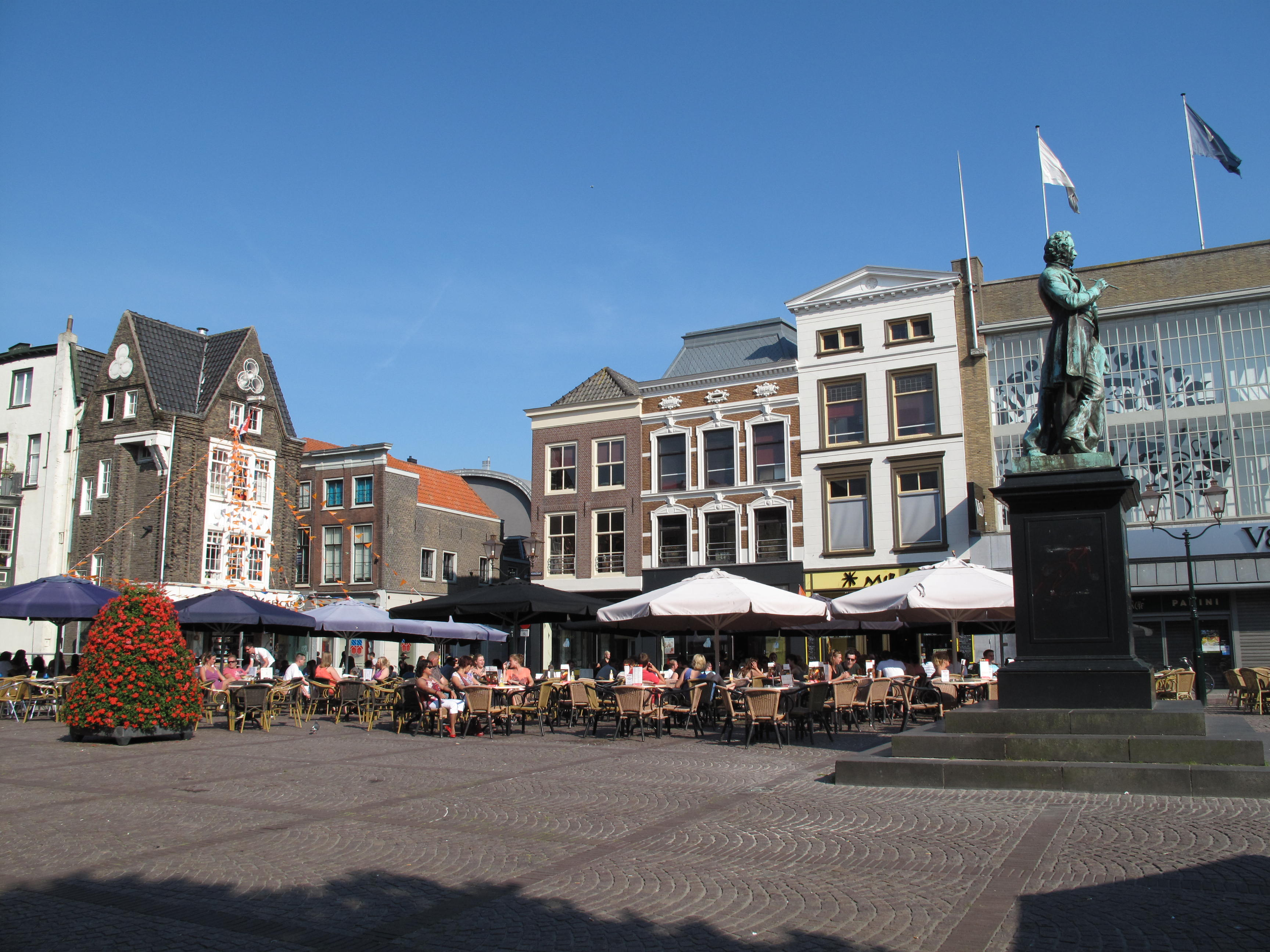
Scheffersplein
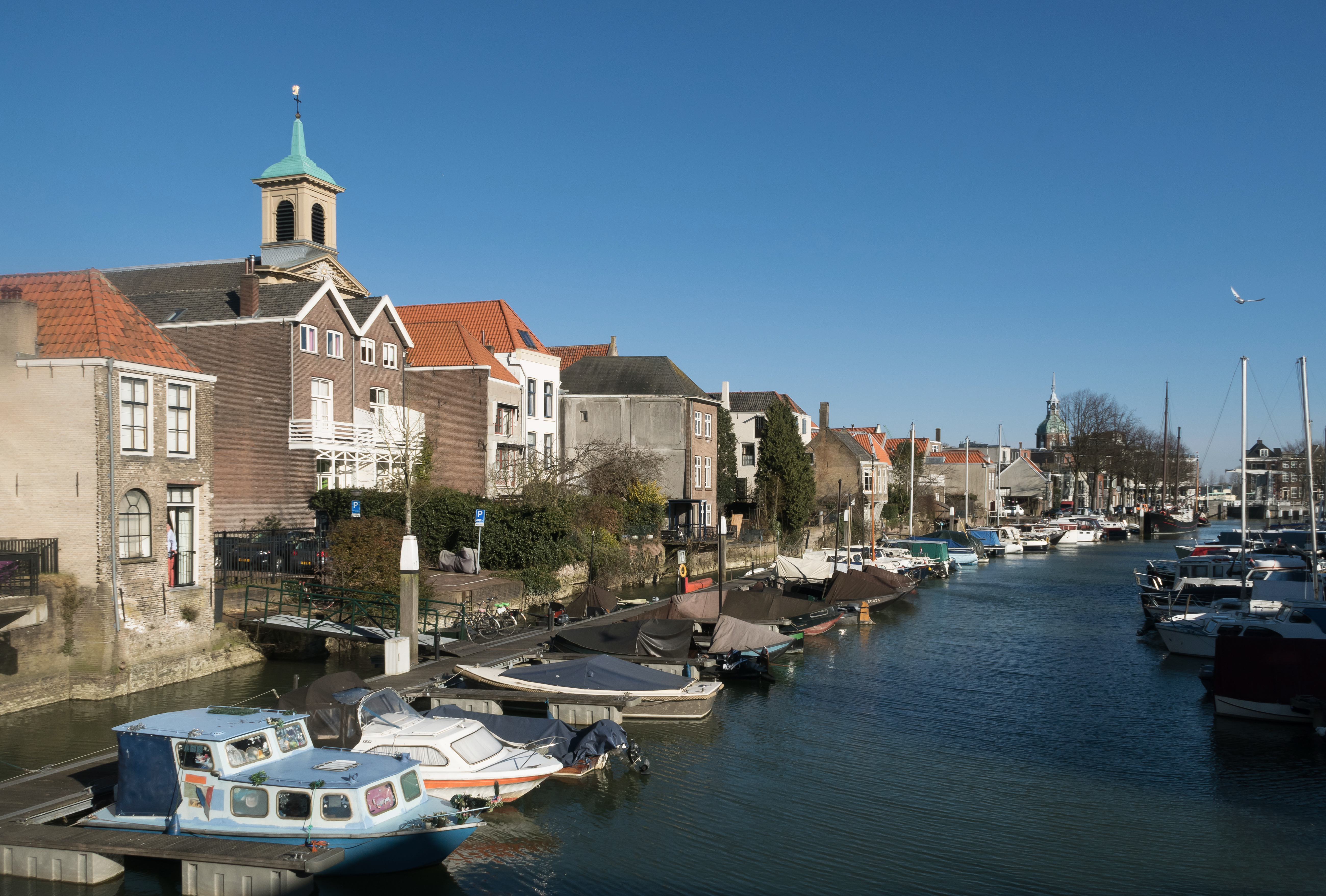
Strassebild (de Wijnhaven)
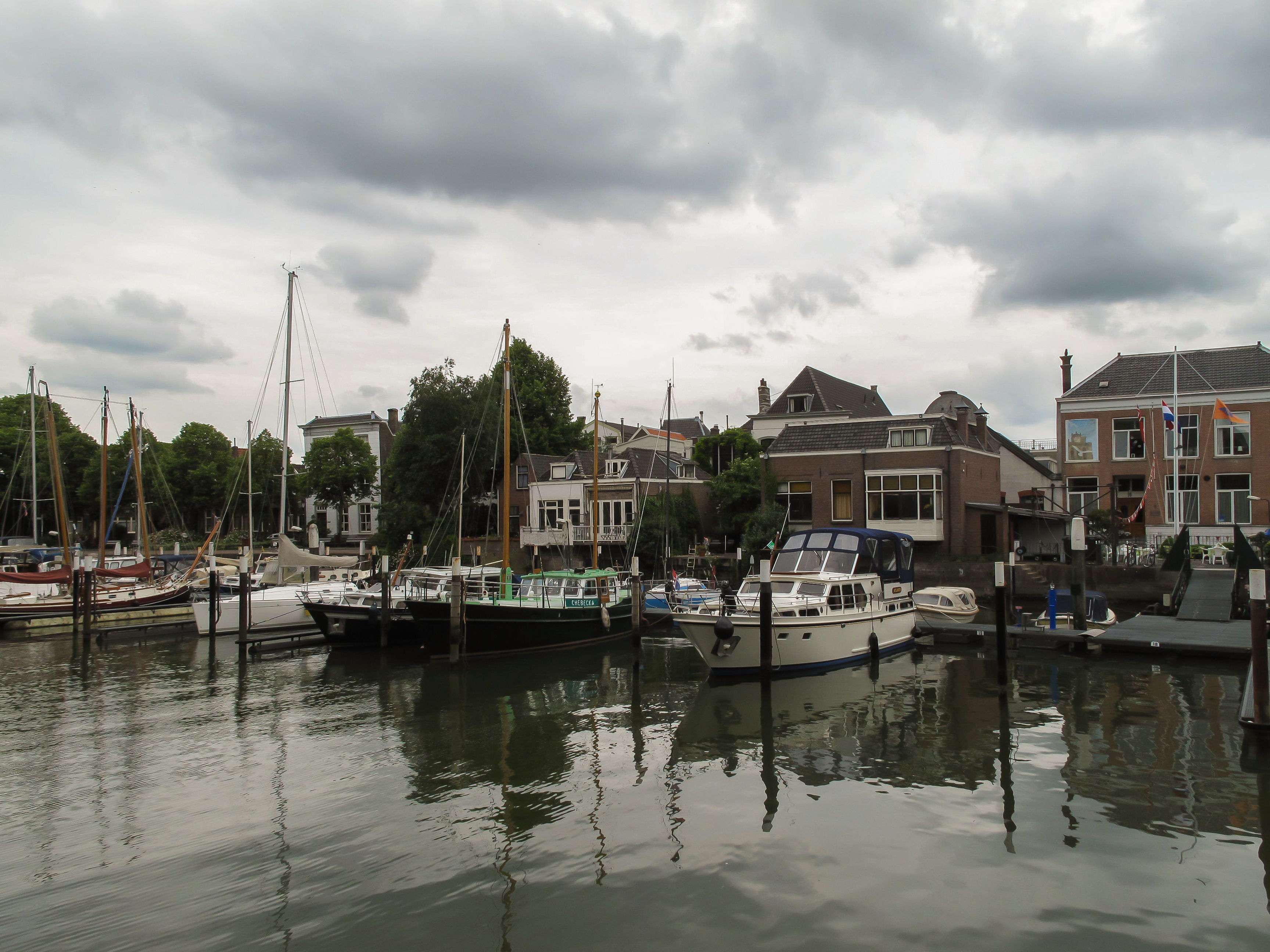
Hafen
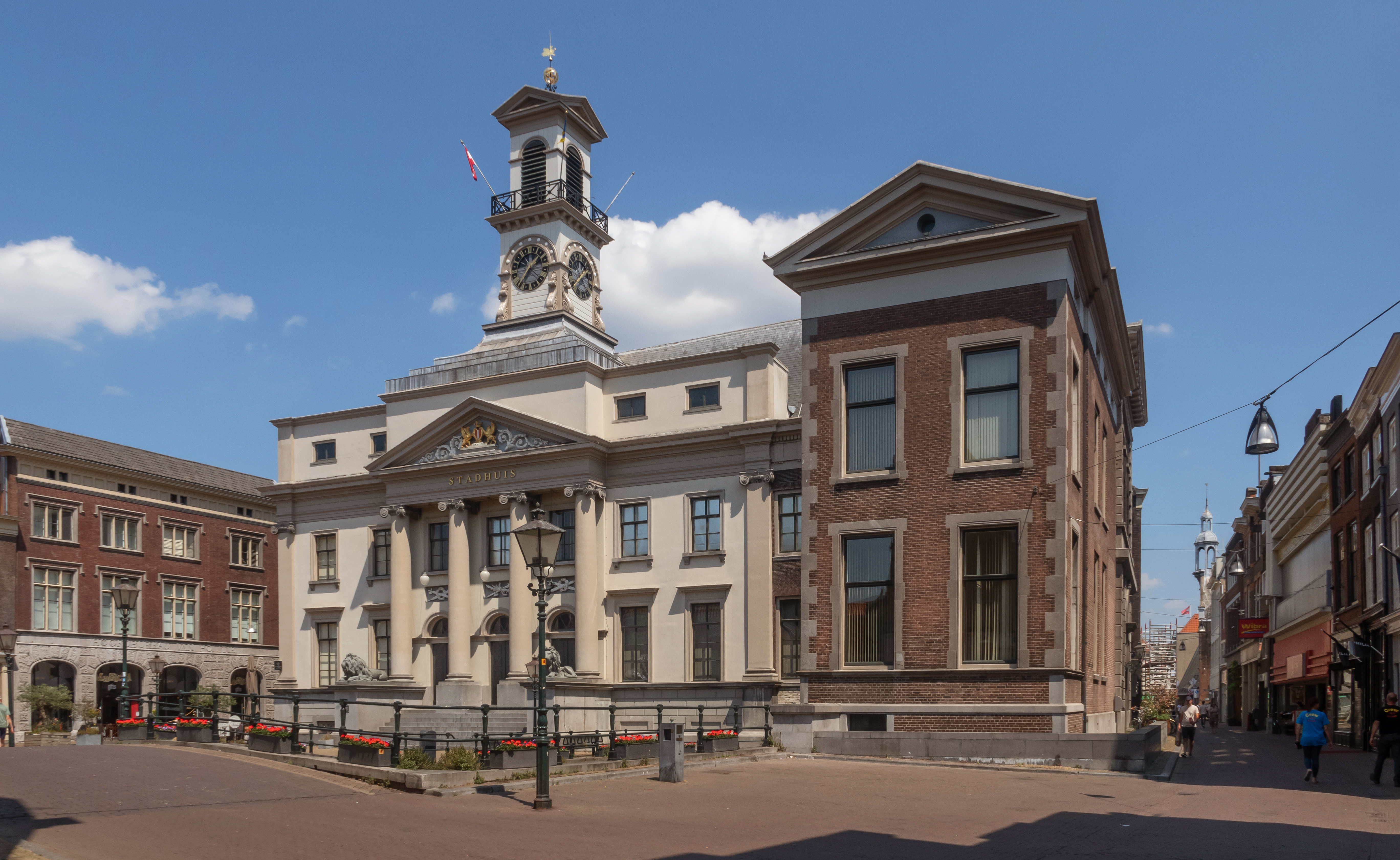
Rathaus

## Söhne und Töchter der Stadt
- Katharina van Naaldwijk (1395–1443), Ordensfrau und Subpriorin des Klosters Diepenveen
- Willem de Witt (1516–1596), Patrizier und Bürgermeister von Dordrecht
- Wilhelm Damasi Lindanus (1525–1588), Bischof, Inquisitor und Hochschullehrer
- Cornelis Fransz. de Witt (1545–1622), Bürgermeister von Dordrecht, Staatsrat der Niederlande
- Jacob Fransz de Witt (1548–1621), Patrizier und Bürgermeister von Dordrecht
- Thomas de Witt (1548–1601), Bürgermeister von Dordrecht und Deputierter der Staaten Holland und Friesland
- Andries de Witt (1573–1637), Jurist, Landesadvokat und Ratspensionär von Holland
- Wouter van Gouthoeven (1577–1623), Historiker
- Samuel Naeranus (1582–1641), remonstrantischer Theologe
- Jacob de Witt (1589–1674), Heer von Manezee, Melissant und Crostryen, Bürgermeister von Dordrecht
- Daniel Joncktys (1600–1654), Dichter und Mediziner
- Bartholomeus Assteyn (1607–1669/1677), Maler
- Jeremias de Decker (1609/1610–1666), Dichter
- Jacobus Lydius (um 1610–1679), Geistlicher und Theologe
- Daniel Gravius (1616–1681), Missionar
- Johan de Witt (1618–1676), Patrizier und Politiker
- Aelbert Jacobsz. Cuyp (1620–1691), Maler
- Cornelis de Witt (1623–1672), Politiker
- Johan de Witt (1625–1672), Bruder von Cornelis, Politiker, Ratspensionär von 1653 bis 1672
- Samuel van Hoogstraten (1627–1678), Maler
- Nicolaes Maes (1634–1693), Maler
- Johann von Honart (1636–1721), Ingenieur, Kartograph und Landmesser in ostfriesischen Diensten, Oberdeichgraf in Norden und im Herzogtum Braunschweig-Lüneburg
- Arent de Gelder (1645–1727), Maler
- Govert van der Leeuw (1645–1688), Maler und Radierer
- Johan de Witt (1694–1751), Jurist, Präsident der Rechenkammer der österreichischen Niederlande
- Antonina Houbraken (1686–1736), Zeichnerin
- Carel Borchard Voet (1728–1798), Mediziner
- Ahasverus van den Berg (1733–1807), reformierter Theologe und Dichter
- Abraham van Strij der Ältere (1753–1826), Maler
- Jacob van Strij (1756–1815), Maler
- Ocker Repelaer van Driel (1759–1832), Politiker
- Cornelia Lamme (1769–1839), niederländische Malerin
- Johannes Christiaan Schotel (1787–1838), Marinemaler, Radierer und Lithograf
- James Enslie (1795–1877), Seeoffizier und Politiker
- Ary Scheffer (1795–1858), französischer Radierer und Bildhauer
- Willem de Klerk (1800–1876), Landschaftsmaler
- Frans Jacobus van den Blijk (1806–1876), Marinemaler
- Govert van Emmerik (1808–1882), Marinemaler
- Johannes Servaas Lotsy (1808–1863), Rechtsanwalt und Politiker
- Petrus Johannes Schotel (1808–1865), Marinemaler
- Hendrik Frederik Verheggen (1809–1883), Maler und Aquarellist
- Arie Johannes Lamme (1812–1900), Maler, Lithograf, Kunsthändler und Museumsdirektor
- Jan van der Kaa (1813–1877), Maler und Lithograph
- Lindor Serrurier (1846–1901), Anthropologe
- Roland Larij (1855–1932), Maler, Zeichner und Radierer
- Willem Kes (1856–1934), erster Chefdirigent des Concertgebouworkest
- Carel Eliza van der Sande Lacoste (1860–1894), Porträtmaler und Zeichner
- Jan Veth (1864–1925), Maler und Schriftsteller
- Anton van Gijn (1866–1933), Wirtschaftswissenschaftler, Hochschullehrer und Politiker
- Cornelis van Altenburg (1871–1953), Sportschütze
- Cornelis van Vollenhoven (1874–1933), Rechtswissenschaftler
- Henk de Court Onderwater (1877–1905), Maler
- Geert Lotsij (1878–1959), Ruderer
- Top Naeff (1878–1953), Schriftstellerin
- Paul Lotsij (1880–1910), Ruderer
- Julius Christiaan van Oven (1881–1963), Rechtswissenschaftler und Politiker
- Lodewijk Hendrik Nicolaas Bosch van Rosenthal (1884–1953), Jurist und Politiker
- Johannes Christoffel Jan Mastenbroek (1902–1978), Fußballtrainer und Sportdirektor
- Nicolaas Bloembergen (1920–2017), US-amerikanischer Physiker
- Carolyne Van Vliet (1929–2016), niederländisch-amerikanische Physikerin und Hochschullehrerin
- Cornelis van der Gijp (1931–2022), Fußballspieler
- Jan van Nerijnen (1935–2016), im Ortsteil Dubbeldam geborener Komponist und Dirigent
- Jan Jiskoot (* 1940), Schwimmer
- Kees Van Der Pijl (* 1947), Politikwissenschaftler
- Frans Vermeerssen (* 1954), Jazzmusiker
- Ellen Berends (* 1955), Diplomatin
- Marcel Dicke (* 1957), Entomologe und Hochschullehrer
- Henk van den Dool (* 1961), Diplomat
- Lucas Hartong (* 1963), Politiker
- Sadet Karabulut (* 1975), Politikerin
- Corrie de Bruin (* 1976), Leichtathletin
- Eveline Kooijman (* 1980), Fotografin
- Mathieu Heijboer (* 1982), Radrennfahrer
- Nangila van Eyck (* 1984), Fußballspielerin
- Remona Fransen (* 1985), Leichtathletin
- Eelco Sintnicolaas (* 1987), Leichtathlet
- Evander Sno (* 1987), Fußballspieler
- Elyze Zomer (* 1987), Altorientalistin und Hochschullehrerin
- Lucinda Brand (* 1989), Radrennfahrerin, Weltmeisterin im Cyclocross 2021
- Jannick Lupescu (* 1993), Tennisspieler
- Maria Verschoor (* 1994), Hockeyspielerin
- Julia Wouters (* 1996), Beachvolleyballspielerin
- Kim Busch (* 1998), Schwimmerin
- Julian Baas (* 2002), Fußballspieler
- Dilano van ’t Hoff (2004–2023), Automobilrennfahrer

## Film
- Dordrecht, Hollands aelteste Stadt – Reportage aus dem Jahr 1926, digitalisiert vom niederländischen Institut für Bild und Ton, insgesamt 26 Min. (Teil 1 – Internet Archive, Teil 2 – Internet Archive, Teil 3 im Videoarchiv – Internet Archive)